# غلام (جندي)
الغلمان كانوا جنودًا عبيدًا ومرتزقة في الجيوش في جميع أنحاء العالم الإسلامي. لقد قامت الدول الإسلامية منذ أوائل القرن التاسع وحتى أوائل القرن التاسع عشر بتوظشف العبيد كجنود بشكل مستمر وترقيتهم في السلم العسكري والحكومي، وهي ظاهرة كانت نادرة جدًا خارج العالم الإسلامي.

## علم أصول الكلمات
كلمة (غِلْمَان) ومفردها غلام (غلام) من أصل عربي. مُشتقّة من الجذر العربي (غ ل م).

## التاريخ
كان الغلمان جنودًا عبيدًا يشتريهم الخلفاء والسلاطين، ويكونون خاصة من بين الشعوب التركية في آسيا الوسطى والشعوب القوقازية (بالتركية : Kölemen). لقد قاتلوا في فرق، وطالبوا بأجور عالية مقابل خدماتهم، وكانوا يترقون باستمرار حتى وصلوا للسلطة في معظم أنحاء العالم الإسلامي.
يعود استخدام الغلمان في العالم الإسلامي إلى عام 625 م، وتحديدًا عندما كان الغلمان الأفارقة يقاتلون تحت قيادة النبي محمد بعد تحريرهم من العبودية، وثم استخدام خلافة الراشدين لهذه العادة. لاحقًا اُستُخدم السلاف (الصقالبة) والبربر (الأمازيغ) أيضًا في عهد الخلفاء الأمويين، حيث كان الأمويون يأسرونهم في الحروب ويستخدمونهم كجنود عبيد. ومع ذلك، أصبح الاستخدام واسع النطاق سائدًا فقط في منتصف القرن التاسع. يبدو أن أول حاكم مسلم يشكل جيشًا من الجنود العبيد، قبل الخلفاء العباسيين، كان إبراهيم الأول بن الأغلب (800-812)، مؤسس الأغالبة في إفريقية (تونس)، حيث كان هناك بالفعل عدد كبير من العبيد الزراعيين وإمكانية الوصول إلى شبكات تجارة الرقيق الواسعة عبر الصحراء الكبرى.
قُدم الغلمان إلى الخلافة العباسية في عهد المعتصم (حكم 833-842)، الذي أظهر لهم تفضيلًا كبيرًا واعتمد عليهم كحراس شخصيين لهة مقابل مبالغ باهظة. وتشير الروايات إلى أن أعدادهم زادت في بيت الخليفة عندما حاول المعتصم معالجة النزعة الفئوية في البلاط. وقد عارض السكان العرب الأصليون هؤلاء الجنود العبيد، وأجبرت أعمال الشغب ضدهم في بغداد عام 836 المعتصم على نقل عاصمته إلى سامراء.
لقد بلغ استخدام الغلمان مرحلة النضج في عهد المعتضد، وكانوا يُدرّبون ويُعلمون بكثافة وبنظام الفروسية النبيلة. فكانت رحلته عبد يُشترى، ثم يحصل الغلام على حريته بعد إكمال فترة التدريب التكويني وينضم إلى فيلق النخبة كمحارب راكب ويصل أحيانًا لأعلى المناصب السياسية. وارتفعت قوة ونفوذ الغلمان بسرعة، وفي ظل الحكام الضعفاء الذين جاءوا بعد المعتصم، أصبحوا صانعي ملوك: ثاروا عدة مرات خلال ما يسمى "الفوضى في سامراء" في ستينيات القرن التاسع، وقتلوا أربعة خلفاء. وفي نهاية المطاف، بدءًا من أحمد بن طولون في مصر، أصبح بعضهم حكامًا مستقلين وأنشأوا سلالات خاصة بهم، مما أدى إلى نهاية السلطة الحقيقية للخلافة العباسية بحلول منتصف القرن العاشر الميلادي.
في الأندلس، اُستُخدم الجنود العبيد من "الصقالبة" (السلاف) منذ عهد الحكم الأول، ولكنهم لم يصبحوا قوة محترفة كبيرة إلا في القرن العاشر، عندما انتقل تجنيد جنود العبيد إلى إسبانيا المسيحية، وخاصة مملكة ليون.
كان الغلام يتدرب ويتعلم على نفقة سيده، وكان بإمكانه أن يكسب حريته من خلال خدمته المخلصة. كان مطلوبًا من الغلمان الزواج من الأمات التركيات، اللاتي تم اختيارهن لهم من أسيادهم. ولكن يبدو أن بعض الغلمان عاشوا حياة عازبة. كان الغلمان عمومًا، حتى عندما وصلوا إلى السلطة، يفشلون عمومًا في تأسيس سلالات أو إعلان استقلالهم. ومع ذلك، هناك بعض الاستثناءات لهذه القاعدة، مثل سلالة الغزنويين في أفغانستان، وسلالة أنوشتيجين، التي خلفتها.
أصبح الجنود الغلمان من جوهر الجيوش الإسلامية حيث لم يكن المحاربون البدو والغازيون والمجندون الهاشاريون موثوقين، في حين كان من المتوقع أن يكون الغلمان مخلصين حيث لم تكن لديهم صلات شخصية ببقية المجتمع. ومع ذلك، فإن الغلمان في كثير من الأحيان لم يظلوا مخلصين كما هو متوقع.
منذ القرن العاشر، كان السادة يوزعون منح الأراضي الزراعية الضريبية (إقطاعًا) على الغلمان لدعم جيوشهم.
كما قام البويهيون، ومن المرجح الطاهريون أيضًا، ببناء جيوش من الجنود الأتراك الغلمان. استقطب الصفاريون جنودًا غلمانًا من الأتراك والهنود والأفارقة. كما قامت الأسرة الغزنوية، التي نشأت من جندي من العبيد السامانيين، ببناء جيشها حول الجنود العبيد، أولًا الأتراك ثم الهنود. وكان كلهم يستخدمون النموذج العباسي من التدريب والتعليم من خلال تعليم الفروسية ثم الحرية والتوظيف.

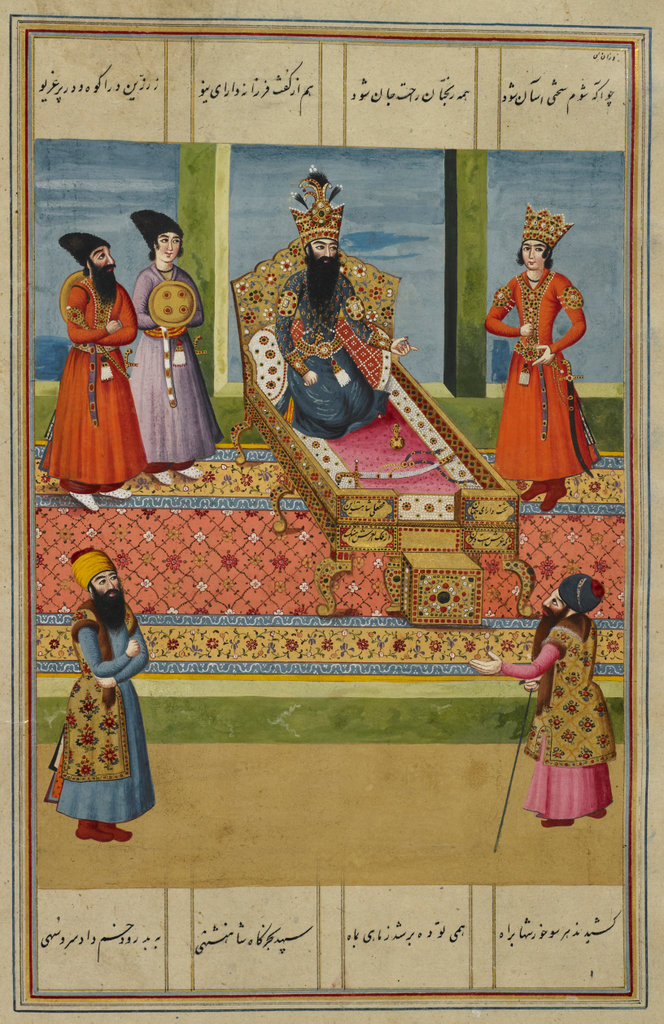
فتح علي شاه قاجار جالسًا على عرش الشمس محاطًا بأمير، ربما عباس ميرزا، واثنين من الغلمان مع درعه وصولجانه، ويستقبل وزيرين. نسخة من شاهنامه فتح علي خان سابا، مؤرخة عام 1810 م

كما واصل السلاجقة الأتراك وخلفاؤهم الغوريون والسلالة الخوارزمية التركية حكمهم بجيش من الجنود العبيد الأتراك في الغالب، على الرغم من كونهم أتراك. كان كل أمراء السلاجقة الإقليميين تحت وصاية حراس العبيد (الأتابك) الذين شكلوا سلالاتهم الخاصة. بعد انقطاع قصير في عهد المغول، عادت المؤسسة إلى الظهور في عهد السلالات التركمانية القره قويونلو وآق قويونلو. استقطبت السلالات التركية التي حكم إيران (الصفوية، الأفشارية، القاجارية) جنودًا عبيدًا من القوقاز مثل الجورجيين، والشركس، والأرمن. (على عكس السلاجقة الذين سرعان ما تخلوا عن محاربي قبائلهم من أجل زيادة قوات الجنود العبيد، لم يتبن المغول مؤسسة الجنود العبيد).
كما استخدمَت سلطنة دلهي أيضًا على نطاق واسع فرسان الغلمان الأتراك كقوات صدمة أساسية. بعد سقوط آسيا الوسطى في أيدي سلطنة مغول الهند، كان الغلمان من الهندوس.
وكانت هناك صراعات عرقية عنيفة بين مختلف مجموعات الغلمان، والأتراك، والسلاف، والنوبيين، والبربر على وجه الخصوص.

## التكتيكات والمعدات
كان الخلفاء المسلمون في كثير من الأحيان يجندون الجنود العبيد من الشعوب التركية في آسيا الوسطى بسبب قدرتهم على تحمل ظروف الصحراء وخبرتهم في ركوب الخيل. كان الغلمان في الخلافة العباسية يقاتلون في المقام الأول كقوة ضاربة محمولة، وكان هدفهم إضعاف العدو بهجمات سريعة وخاطفة قبل إرسال المشاة الحلفاء إلى المعركة. وكانوا يحملون رمحًا يمكن استخدامه لطعن مشاة العدو بسهولة ودرعًا خشبيًا دائريًا تم تعزيزه إما بجلد حيوان أو بألواح معدنية رقيقة. وكان هؤلاء الغلمان يحملون أيضًا سيفًا على حزامهم، حيث كان من الأسهل سحبه مقارنة بالظهر أو الصدر.

### الاستشهادات
1. ↑  Daniel Pipes (1981). Slave Soldiers and Islam: The Genesis of a Military System. Daniel Pipes. ص. 35, 45. ISBN:0300024479.
2. ↑  "Gulam". Etimoloji Türkçe (بالتركية). Archived from the original on 2023-12-24. Retrieved 2021-03-21.
3. ↑  "Gılman". Etimoloji Türkçe (بالتركية). Archived from the original on 2025-04-25. Retrieved 2021-03-21.
4. ↑  "Ghulam - Oxford Islamic Studies Online". Oxfordislamicstudies.com. 6 مايو 2008. مؤرشف من الأصل في 2021-08-04.
5. ↑  Heath، Ian (2015). Armies of the Dark Ages. Lulu.com. ص. 59–60. ISBN:978-1326233327.
6. ↑  Johannes Preiser-Kapeller, Lucian Reinfandt, and Yannis Stouraitis (2020). Migration Histories of the Medieval Afroeurasian Transition Zone Aspects of mobility between Africa, Asia and Europe, 300-1500 C.E. BRILL. ص. 419–422. ISBN:9789004425613.{{استشهاد بكتاب}}:  صيانة الاستشهاد: أسماء متعددة: قائمة المؤلفين (link)
7. ↑  Shome، Ayan (2014). Dialogue & Daggers: Notion of Authority and Legitimacy in the Early Delhi Sultanate (1192 C.E. – 1316 C.E.). Quills Ink Pvt Ltd. ص. 101. ISBN:978-93-84318-44-4.
8. 1 2  Coetzee, Daniel; Eysturlid, Lee W. (2013). Philosophers of War: The Evolution of History's Greatest Military Thinkers [2 Volumes]: The Evolution of History's Greatest Military Thinkers (بالإنجليزية). Santa Barbara, CA: Praeger. pp. 63–64. ISBN:9780275989774.
9. ↑  Hugh Kennedy (2014). Muslim Spain and Portugal A Political History of Al-Andalus. Taylor & Francis. ص. 117. ISBN:9781317870418.
10. ↑  Cosman، Madeleine Pelner؛ Jones، Linda Gale (2009). Handbook to Life in the Medieval World, 3-Volume Set - Madeleine Pelner Cosman, Linda Gale Jones - Google Books. Infobase. ISBN:9781438109077. مؤرشف من الأصل في 2024-11-30. اطلع عليه بتاريخ 2016-02-12.
11. 1 2 3  Heath، Ian (2015). Armies of the Dark Ages. Lulu.com. ص. 59–60. ISBN:978-1326233327.Heath, Ian (2015). Armies of the Dark Ages. Lulu.com. pp. 59–60. ISBN 978-1326233327.
12. ↑  "BARDA and BARDA-DĀRI v. Military slavery in Islamic Iran". مؤرشف من الأصل في 2025-04-21. اطلع عليه بتاريخ 2014-04-15.
13. ↑  Bruno De Nicola, Charles Melville (2016). The Mongols' Middle East Continuity and Transformation in Ilkhanid Iran. BRILL. ص. 47. ISBN:9789004314726.
14. ↑  Roy، Kaushik (2015). "3". Military Manpower, Armies and Warfare in South Asia. Routledge. ص. 48–49. ISBN:978-1317321279.